# Roerdalen
Roerdalen este o comună în provincia Limburg, Țările de Jos. 

## Localități componente
- Herkenbosch (4100 locuitori)
- Melick (3650 locuitori)
- Montfort (3150 locuitori)
- Posterholt (4280 locuitori)
- Sint Odiliënberg (3570 locuitori)
- Vlodrop (2520 locuitori)